# Huygens (sonde spatiale)
Cet article concerne l'atterrisseur Huygens. Pour la mission Cassini-Huygens en général (article principal), voir Cassini-Huygens. Pour l'orbiteur en particulier, voir Cassini (sonde spatiale).
Pour les articles homonymes, voir Huygens.

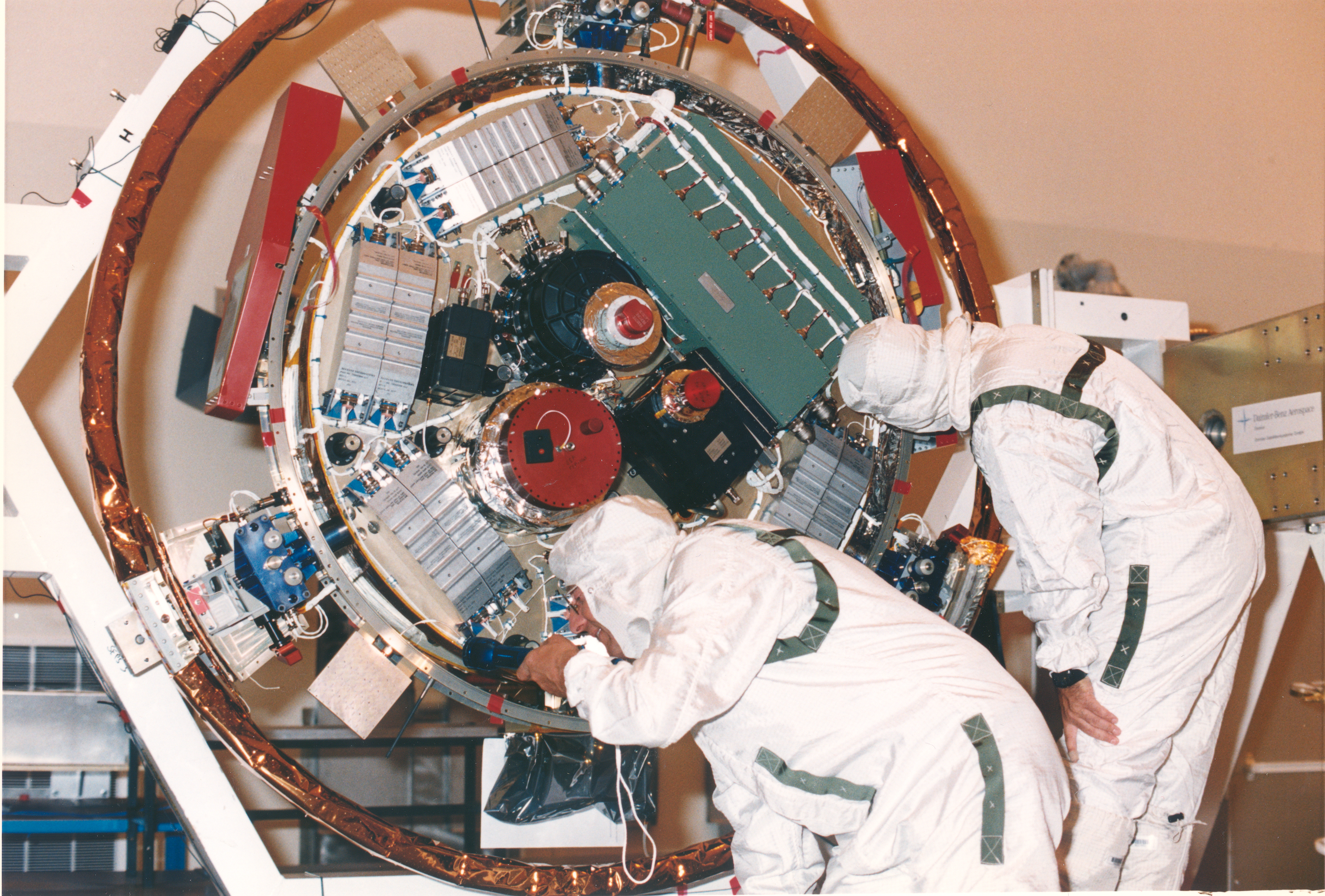
Vue interne de la capsule Huygens peu avant son lancement.

Huygens est le premier véhicule spatial à atterrir sur Titan. Il reste à ce jour l'atterrissage le plus éloigné de la Terre qu'un vaisseau spatial ait jamais effectué.
Cette sonde spatiale fut développée par l'Agence spatiale européenne dans le cadre de la mission Cassini-Huygens, pour recueillir in situ des données sur l'atmosphère et la surface de Titan, un des satellites de Saturne. Cette lune est en effet le seul corps céleste du système solaire à disposer d'une atmosphère dont les processus sont proches de ceux de la Terre. 
Transportée jusqu'aux abords de Saturne par l'orbiteur Cassini de la NASA, lancée en 1997, Huygens a été larguée après un transit de près de sept ans près de son objectif en décembre 2004. Huygens a atteint Titan le 14 janvier 2005. Après avoir pénétré à environ 20 000 km/h dans l'atmosphère dense du satellite, protégée par un bouclier thermique, elle a déployé successivement, à compter de l'altitude de 180 kilomètres, plusieurs parachutes avant d'effectuer un atterrissage en douceur sur le sol.

## Objectifs
La mission de Huygens a pour objectif de réunir des informations sur la composition de l'atmosphère de Titan, mesurer les vents et les températures, déterminer la nature du sol du satellite et sa topographie. À cet effet la sonde dispose de six instruments mis en œuvre durant la phase de descente d'une durée de deux heures et continuant, si possible, leurs mesures durant un laps de temps équivalent après l'atterrissage jusqu'à l'épuisement des batteries. Les objectifs détaillés sont :
- déterminer la composition de l'atmosphère de Titan y compris les gaz nobles et les isotopes des composants les plus fréquents. Déterminer des scénarios de formation et d'évolution de Titan et de son atmosphère ;
- déterminer la distribution verticale et horizontale des gaz présents à l'état de trace ; rechercher les molécules organiques complexes ; déterminer les sources d'énergie utilisées par la chimie atmosphérique ; modéliser la photochimie de la stratosphère ; étudier la formation et la composition des aérosols ;
- mesurer les vents et les températures globales ; étudier la physique des nuages, la circulation atmosphérique générale et l'impact des saisons sur l'atmosphère ; rechercher les décharges des éclairs ;
- étudier l'atmosphère supérieure de Titan, son ionisation et son rôle dans la production des particules neutres et ionisées de la magnétosphère.

## Construction
Huygens est construite sous maîtrise d'œuvre d'Aerospatiale dans l'établissement de Cannes, en France (désormais partie de Thales Alenia Space). Une quarantaine de sociétés et d'instituts de recherche européens et américains fournissent des composants. Le bouclier thermique est construit sous la responsabilité d'Aerospatiale près de Bordeaux (désormais partie de EADS SPACE Transportation). Martin-Baker Space Systems est chargée des parachutes et des composants structurels, mécaniques et pyrotechniques contrôlant la descente de la sonde sur Titan.

## Conception de la mission

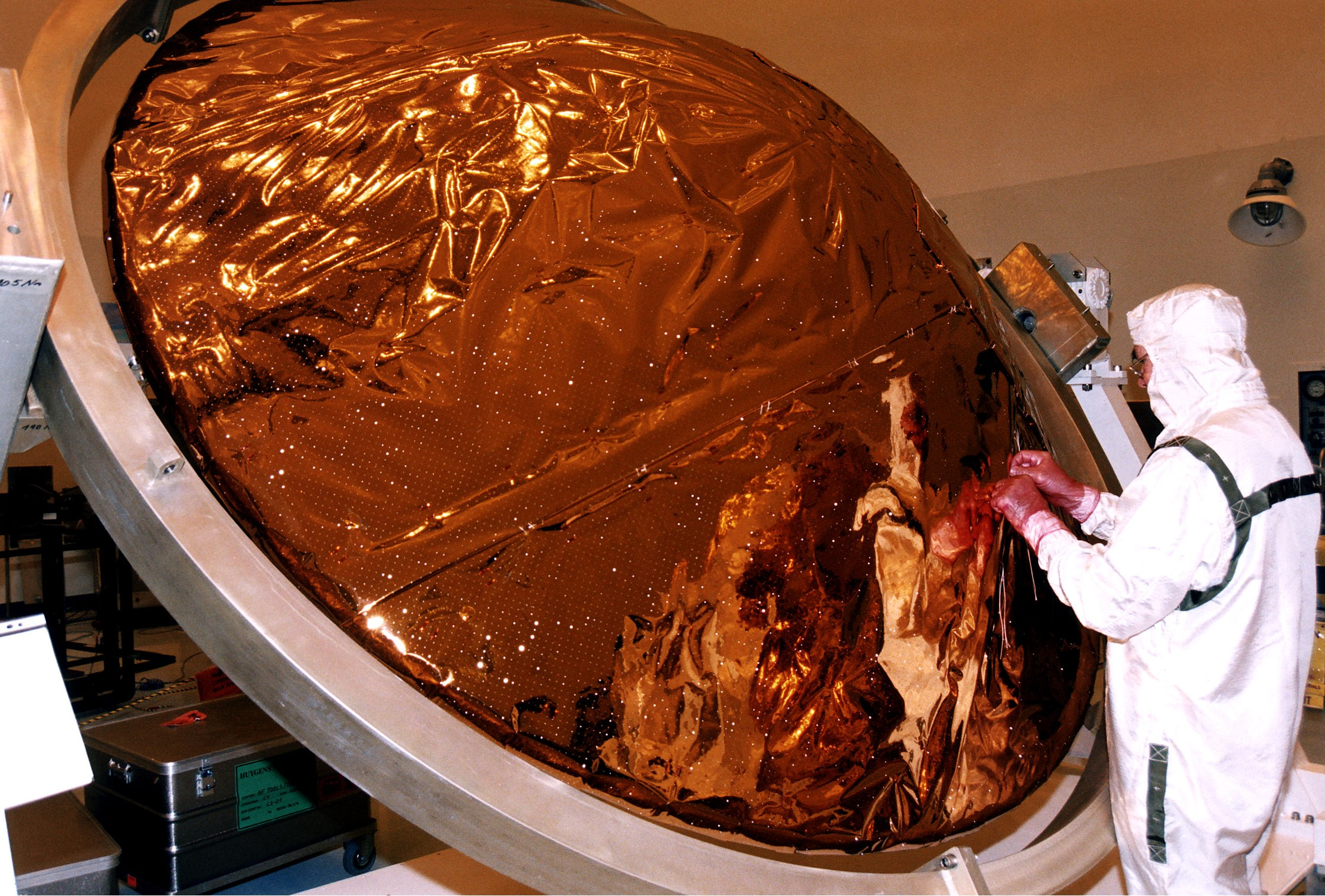
Application de l'isolant thermique multicouche lors de l'assemblage final. La couleur de l'isolant est due à la lumière qui se réfléchit sur la couche d'aluminium située au-dessus des couches ambrées de Kapton.

La sonde Huygens est conçue pour entrer et freiner dans l'atmosphère de Titan et parachuter un laboratoire robotisé jusqu'à la surface. Lorsque la mission a été planifiée, personne ne connaissait la topographie du lieu d'atterrissage : chaîne de montagnes, plaine, océan, etc. ; l'analyse des données de Cassini devait permettre de répondre à ces questions (sur la base de photographies prises par Cassini à 1 200 kilomètres de Titan, le site ressemblait à un rivage). Le site pouvant ne pas être une surface solide, Huygens est conçue pour survivre à un impact avec une surface liquide (ce qui aurait été le premier contact d'un objet terrestre avec un océan extraterrestre). La sonde ne possède que trois heures d'autonomie électrique procurée par des batteries, dont la plus grande partie devant être utilisée pendant la descente. Les concepteurs n'espéraient pas plus de trente minutes de données après l'arrivée sur le sol.
La mission principale consiste en une descente en parachute à travers l'atmosphère de Titan. Les batteries de Huygens sont conçues pour une durée de mission de 153 minutes, correspondant à une durée de descente de deux heures et demie et au moins trois minutes à la surface de Titan (voire une demi-heure, ou plus). L'émetteur radio de la sonde est activé tôt pendant la descente et Cassini reçoit les signaux de Huygens pendant trois heures, soit la phase de descente et la première demi-heure après l'atterrissage. Peu de temps après cette fenêtre de trois heures, l'antenne directionnelle de Cassini est détournée de Titan et pointée vers la Terre.
Les plus grands radiotélescopes terrestres captent également la transmission de 10 watts de Huygens par interférométrie à très large bande (VLBA). À 10h25 UTC le 14 janvier, le télescope de Green Bank (GBT) de Virginie occidentale détecte le signal porteur de la sonde Huygens. Le GBT continue par ailleurs à détecter ce signal bien après que Cassini arrête de le faire.
La puissance du signal reçu sur Terre est comparable à celle reçue par le VLA en provenance de la sonde atmosphérique de Galileo et est donc trop faible pour être détectée en temps réel à cause de la modulation induite par la télémétrie informatique (alors inconnue). Des enregistrements sont donc réalisés sur une large bande de fréquences. Après l'envoi de la télémétrie de Huygens par Cassini, ces enregistrements seront traités, permettant de déterminer la fréquence exacte du signal de la sonde, cette technique devant permettre de connaître la vitesse du vent et la direction de Huygens pendant la descente, ainsi que son lieu d'atterrissage avec une précision d'un kilomètre.

## Caractéristiques techniques
L'ensemble développé pour permettre la mission de Huygens comprend la sonde elle-même de 318 kilogrammes descendant sur Titan et de l'équipement de soutien de sonde (probe support equipment, PSE), qui est resté attaché à Cassini. 

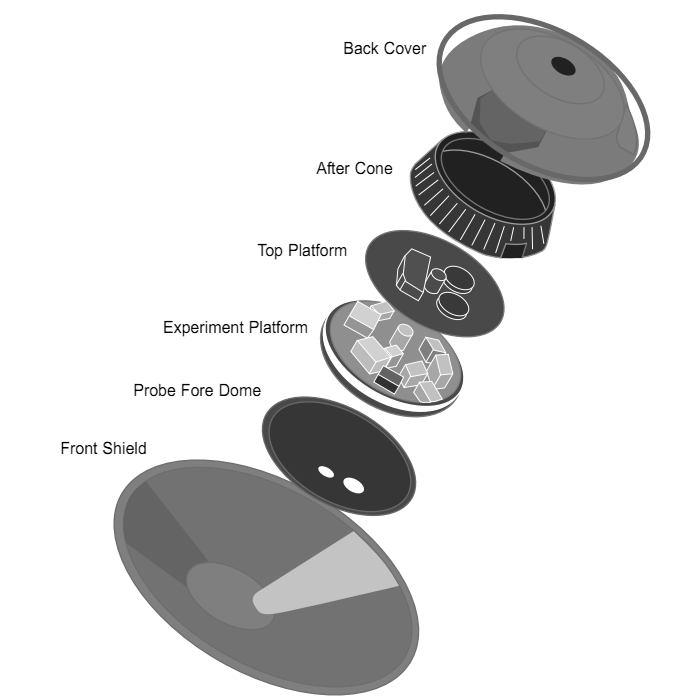
Les différents composants de la sonde spatiale.

### Bouclier thermique
Le bouclier thermique de Huygens a un diamètre de 2,70 mètres ; après l'éjection du bouclier, la sonde fait 1,30 mètre de diamètre.

### Entry Assembly(ENA)
L'Entry Assembly (ENA) est l'enveloppe externe de Huygens. Elle prend en charge l'interface avec la sonde Cassini durant le trajet jusqu'à Titan, réalise la séparation avec la sonde Cassini, assure le transport des instruments, sert de protection thermique lorsque Huygens pénètre dans l'atmosphère de Titan, et ralentit la sonde à l'aide de ses parachutes jusqu'à la libération du module de descente (Descent Module DM). Après l'entrée de Huygens dans l'atmosphère de Titan, l'ENA est larguée par le module de descente.

### Module de descente (DM)
Le module de descente (Descent Module, DM) comprend toute l'instrumentation scientifique de la sonde Huygens. Composé d'une coque d'aluminium et d'une structure interne sur laquelle sont fixés les instruments, il comporte en outre le parachute de descente ainsi que les appareils de contrôle de rotation.

### Probe Support Equipment(PSE)
L'équipement de soutien à la sonde (Probe Support Equipment, PSE) est constitué de la partie conçue par l'ESA qui ne s'est pas détachée de Cassini. Pesant au total environ 30 kilogrammes, elle sert au suivi de la sonde et la récupération de ses données. Le PSE inclut l'électronique nécessaire au suivi de la sonde, à la récupération des données enregistrées pendant la descente et à leur distribution à Cassini, chargée ensuite de les transmettre à la Terre.

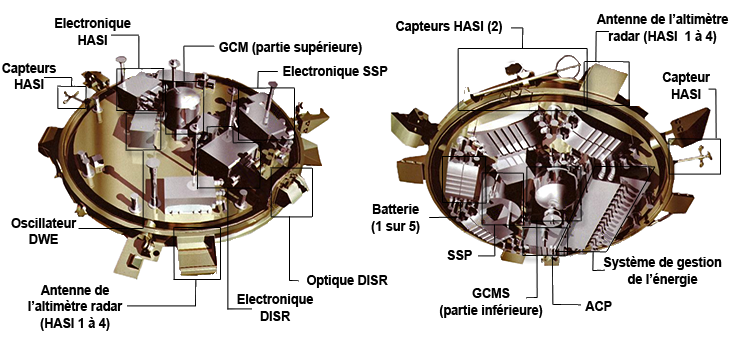
Structure interne de la sonde spatiale Huygens.

## Instruments scientifiques

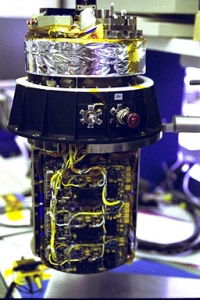
Instrument GCMS.

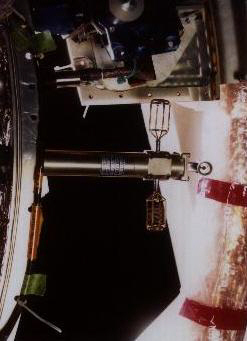
Capteur de l'instrument HASI.

La sonde spatiale Huygens dispose de six suites d'instruments scientifiques pour mesurer les caractéristiques de l'atmosphère de Titan durant sa descente vers le sol et immédiatement après son atterrissage sur le sol de la lune.

### Aerosol Collector and Pyrolyser(ACP)
L'Aerosol Collector and Pyrolyser (ACP, « collecteur et pyrolyseur d'aérosols », 6,7 kg, construit par le CNRS) est destiné à récupérer des aérosols dans l'atmosphère par l'intermédiaire de filtres, chauffant les échantillons dans des fours (en utilisant un procédé de pyrolyse) afin de vaporiser les composés volatils et de décomposer les molécules organiques complexes. Les produits sont ensuite transmis par un conduit au GCMS pour leur analyse. Deux filtres sont employés pour récupérer des échantillons à différentes altitudes.

### Descent Imager/Spectral Radiometer(DISR)
Le Descent Imager/Spectral Radiometer (DISR, « imageur de descente / spectroradiomètre ») (8,5 kg) de l'université de l'Arizona combine plusieurs instruments qui réalisent une série de photographies et d'observations spectrales à l'aide de plusieurs capteurs et angles de vue. Il comprend trois caméras (HRI, MRI et SLI) fournissant une vue complète au nadir. Deux de ces imageurs (l'un dans le visible, l'autre dans l'infrarouge) (HRI, MRI) observent la surface à la fin de la descente et, alors que la sonde tourne lentement sur elle-même, réalisant une mosaïque d'images autour du site d'atterrissage. Deux spectromètres infrarouges (ULIS qui regarde vers le haut et DLIS vers le bas) et deux spectromètres en lumière visible (ULVS qui regarde vers le haut et DLVS vers le bas) analysent le rayonnement. L'instrument comprend également deux photomètres violets (ULV et DLV). Une caméra (SA) mesure la polarisation verticale et horizontale de la lumière solaire diffusée dans deux longueurs d'onde. En mesurant les flux de radiation ascendant et descendant, il mesure l'équilibre des radiations de l'atmosphère de Titan. Des capteurs solaires mesurent l'intensité lumineuse autour du Soleil provoquée par la diffraction de sa lumière par les aérosols de l'atmosphère, ce qui permet un calcul de la taille et la densité de ces particules en suspension. En outre, un imageur placé sur le côté prend une vue horizontale de l'horizon et du dessous de la couche nuageuse. Afin de réaliser des mesures spectrales de la surface, un phare est allumé peu de temps avant l'atterrissage,.

### Doppler Wind Experiment(DWE)
Le Doppler Wind Experiment (DWE) de l'université de Bonn (2,1 kg) utilise un oscillateur ultra-stable afin d'augmenter la qualité des transmissions de Huygens en lui donnant une fréquence porteuse extrêmement stable. Cet instrument mesure également la vitesse du vent dans l'atmosphère de Titan par décalage Doppler de la fréquence porteuse. Le mouvement de balancier de la sonde sous son parachute à cause de propriétés de l'atmosphère peut également être détecté.Les mesures débutent à 150 kilomètres de la surface de Titan, alors que Huygens est secoué par des vents atteignant plus de 400 km/h, données cohérentes avec les mesures de la vitesse des vents situés à 200 kilomètres d'altitude réalisées les années précédentes par télescope. Entre 60 et 80 kilomètres, Huygens est frappé par des vents fluctuant rapidement, probablement des bourrasques verticales. Au niveau du sol, les mesures indiquent des vents légers (quelques m/s), cohérentes avec les prédictions. Les mesures de cette expérience sont transmises par l'intermédiaire du canal A de communication, canal perdu à la suite d'un problème logiciel. Cependant, les radiotélescopes basés sur Terre réussissent à récupérer suffisamment d'informations pour les reconstruire.

### Gas Chromatograph and Mass Spectrometer(GCMS)
Le Gas Chromatograph and Mass Spectrometer (GCMS, « chromatographe à gaz et spectromètre de masse ») est un analyseur chimique (19,5 kg) destiné à identifier et mesurer les composants de l'atmosphère de Titan. Il est équipé d'échantillonneurs remplis à haute altitude. Le spectromètre de masse construit un modèle des masses moléculaires de chaque gaz et une séparation moléculaire et isotopique plus poussée est accomplie par le chromatographe. Pendant la descente, le GCMS analyse les produits de la pyrolyse réalisée par l'ACP. Enfin, le GCMS mesure la composition de la surface de Titan, tâche accomplie en chauffant l'instrument juste avant l'impact afin de vaporiser la surface au moment du contact,.

### Huygens Atmospheric Structure Instrument(HASI)
Conçu par l'université de Rome (Italie), cet instrument de 6,7 kg se compose d'une série de détecteurs capables de mesurer les propriétés électriques et physiques de l'atmosphère de Titan. L'accéléromètre évalue les forces auxquelles est soumise la sonde, selon les trois axes, durant sa descente à travers l'atmosphère. Les caractéristiques aérodynamiques de la sonde étant connues, la densité de l'atmosphère de Titan peut ainsi être évaluée et les rafales de vent détectées. La sonde a été construite dans l'éventualité d'un amerrissage sur une surface liquide, et ses déplacements dus aux vagues auraient pu également être déterminés.
Des thermomètres et des baromètres mesurent les propriétés thermiques atmosphériques.
Le composant d'analyse des ondes électromagnétiques et de la permittivité électrique quantifie la conductivité atmosphérique électronique et ionique des particules chargées positivement, et recherche une éventuelle activité ondulatoire électromagnétique. À la surface de Titan, la conductivité et la permittivité du matériau de surface sont mesurées, comme le rapport de la densité du flux électronique produit par l'intensité de la force du champ électrique.   
Le sous-système HASI dispose également d'un microphone, capable d'enregistrer tout événement sonore au cours de la descente et de l'atterrissage de la sonde : c'est la seconde fois, dans l'histoire, que des bruits audibles d'une autre planète peuvent être enregistrés, la première étant Venera 13.

### Surface Science Package(SSP)
Le SSP (4,2 kg) de l'université du Kent se compose de différents capteurs destinés à  préciser les propriétés physiques de la surface de Titan au point d'impact, qu'elle soit solide ou liquide. Un sonar surveillant l'altitude en permanence durant les cent derniers mètres de la descente, contrôle la vitesse de chute et la rugosité de la surface (recherche de l'existence de vagues, par exemple). Au cas où la surface aurait été liquide, cet instrument était prévu pour que le sondeur évalue la vitesse du son dans cet "océan" et puisse observer le relief immergé en profondeur. Pendant la descente, la valeur de la vitesse du son donne des informations sur la composition et la température de l'atmosphère, et un accéléromètre enregistre les variations de la décélération à l'impact, indicateur de la dureté et de la structure de la surface.
Un clinomètre composé d'un pendule dont l'oscillation est mesurée durant la descente est aussi prévu pour indiquer l'inclinaison de la sonde après son atterrissage ; il n'a pas montré d'ondulations qu'auraient provoquées des vagues.
Si la surface s'était avérée liquide, d'autres capteurs auraient mesuré sa densité, sa température, sa réflectivité, sa conductivité thermique, sa capacité calorifique et ses propriétés de permittivité et conductivité électrique.

Instruments
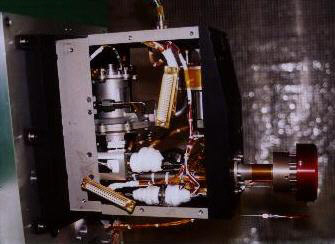
Instrument ACP.
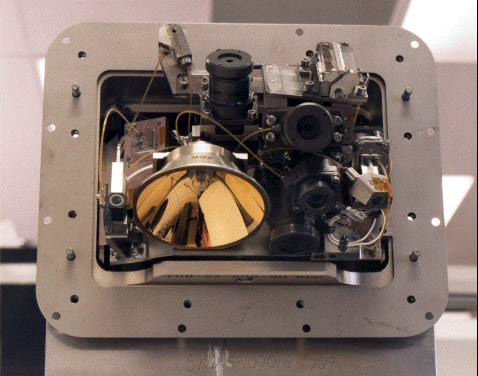
Instrument DISR.
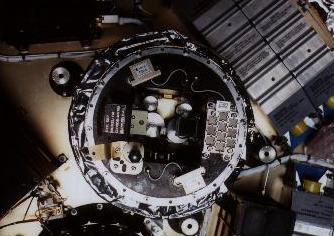
Instrument SSP.

## Chronologie

### Transit vers Saturne et largage parCassini
Durant son transit vers Saturne qui dure six ans, la sonde n'est activée que pour des vérifications semestrielles. Ces vérifications suivent des scénarios de descente préprogrammés et leurs résultats sont transmis à la Terre pour analyse. Juste avant la séparation de Huygens et de Cassini le 25 décembre 2004, une dernière vérification est effectuée. L'horloge interne est synchronisée avec l'heure précise à laquelle doivent être activés les systèmes de la sonde (quinze minutes avant son entrée dans l'atmosphère). Huygens est ensuite détachée de Cassini et navigue dans l'espace pendant 22 jours avec un seul système actif : l'alarme destinée à l'activation de ses équipements et de ses instruments.

### Descente et atterrissage sur Titan
La sonde spatiale pénètre dans l'atmosphère de Titan le 14 janvier 2005.
| Heure (UTC) | Description |
| ----------- | --- |
| 11h13       | Huygens entre dans l'atmosphère rouge orangé de Titan, à 1 270 kilomètres d'altitude au-dessus de sa surface. |
| 11h18       | Déploiement du parachute pilote (2,6 mètres de diamètre) alors que la sonde, qui n'est plus qu'à 180 kilomètres de la surface, se déplace à 400 m/s (1 440 km/h). Une des fonctions de ce parachute est d'enlever la protection thermique arrière de la sonde. En 2,5 secondes, cette protection est enlevée et le parachute pilote est largué. Le parachute principal (8,3 mètres de diamètre) est alors déployé. |
| 11h18       | Largage du bouclier thermique avant à environ 160 kilomètres de la surface. Il était important d'éliminer ces deux boucliers car ils pouvaient être une source potentielle d'exocontamination à la surface de Titan. Ouverture des orifices d'entrée des instruments GCMS et ACP, 42 secondes après le déploiement du parachute pilote. Déploiement de perches pour exposer les HASI alors que le DISR photographie son premier panorama. Celui-ci continuera à prendre des images et des données spectrales tout au long de la descente. Mise en route du SSP afin de mesurer des propriétés de l'atmosphère. Début de la transmission de données vers la sonde Cassini, distante de 60 000 kilomètres. |
| 11h34       | Largage du parachute principal, déploiement d'un parachute secondaire plus petit (3 mètres de diamètre). À cette altitude (125 kilomètres), le parachute principal aurait trop ralenti la sonde et ses batteries n'auraient pas tenu assez longtemps pendant toute la descente. |
| 11h49       | À 60 kilomètres d'altitude, Huygens détermine elle-même son altitude en utilisant une paire d'altimètres radar. La sonde surveille en permanence sa propre rotation et son altitude. |
| 12h57       | Activation du GCMS, dernier des instruments à être mis en marche. |
| 13h30       | À l'approche de la surface de Titan, Huygens allume un projecteur pour éclairer la scène afin d'aider à déterminer la composition de la surface de Titan. |
| 13h34       | Huygens se pose sur Titan à une vitesse de 5 à 6 m/s (une vingtaine de km/h) après deux heures et 27 minutes de descente. La surface est solide mais souple. Le SSP continue à recueillir des informations après le contact. Huygens s'est posé aux coordonnées 10° 17′ 37″ S, 163° 10′ 39″ E . |
| 14h44       | 1 heure et 10 minutes après l'atterrissage, la sonde spatiale Cassini passe sous l'horizon de Titan vu depuis Huygens. L'atterrisseur continue à collecter des données mais celles-ci ne peuvent plus être collectées par l'orbiteur. |
| 16h24       | Le Centre de contrôle de l'Agence spatiale européenne de Darmstadt, en Allemagne, reçoit les premières données envoyées par Cassini. |
| 19h00       | Fin de transmission des données recueillies par Huygens et transmises par Cassini. |

## Les problèmes rencontrés

### Un défaut de conception dans l'équipement de communication
Après le lancement, des ingénieurs découvrent une anomalie critique dans l'équipement de communication de Cassini, pouvant provoquer la perte de toutes les données transmises par la sonde Huygens.
Comme Huygens n'a pas la taille nécessaire pour émettre directement à destination de la Terre, il est prévu qu'il transmette ses données télémétriques au cours de sa traversée de l'atmosphère de Titan, par radio à Cassini les relayant vers la Terre à l'aide de son antenne principale de 4 m de diamètre. Des ingénieurs, notamment Claudio Sollazo et Boris Smeds employés par l'ESA à Darmstadt, sont troublés par, à leur avis, l'insuffisance des tests en conditions réelles de ce mode de transmission, avant le lancement. Smeds réussit, avec quelques difficultés, à convaincre ses supérieurs de réaliser de nouveaux tests pendant le vol de Cassini. Début 2000, il émet des données télémétriques simulées, avec des puissances d'émission et des décalages Doppler variables, depuis la Terre vers Cassini. Cassini s'avère incapable de relayer les données correctement.
En voici la raison : quand Huygens descend vers Titan, son mouvement sera accéléré vu depuis Cassini, provoquant un décalage Doppler de son signal radio. De ce fait, les circuits du récepteur de Cassini sont prévus pour tenir compte du décalage de la fréquence de réception... mais pas son microprogramme : le décalage Doppler n'affecte pas seulement la fréquence porteuse mais aussi la durée qui sépare chaque bit de données codé par une clef de décalage de phase, et transmis à 8192 bits par seconde, et cela la programmation du système n'en tient pas compte.
La reprogrammation du système étant impossible, la seule solution fut un changement de trajectoire. Huygens a été largué avec un mois de retard, en décembre 2004 au lieu de novembre, et s'est approché de Titan d'une manière lui permettant d'émettre sa télémétrie vers Cassini perpendiculairement à sa trajectoire, réduisant de manière importante le décalage Doppler de ses émissions.
Cette modification de trajectoire a compensé la faille de conception et a permis la transmission des données bien que l'un de ses deux canaux d'émission ait été perdu pour une autre raison.

### La perte du canal A
Huygens était programmé pour transmettre ses données télémétriques et scientifiques à Cassini en orbite, les relayant à destination de la Terre, au moyen de deux émetteurs-radio redondants en bande S, dénommés canal A et canal B. Le canal A était la seule voie de transmission pour une expérience de mesure des vitesses des vents par l'étude de petits changements de fréquence provoqués par le déplacement de Huygens. Dans une volonté délibérée de redondance, les images de la caméra de descente furent scindées en deux lots de 350, chacun transmis par un canal.
Mais il s'avéra que Cassini, à cause d'une erreur du logiciel de commande, n'ouvrit jamais le canal A. Le récepteur de la sonde en orbite ne reçut jamais la commande de mise en marche, selon la communication officielle de l'ESA qui annonça que l'erreur de programmation était de leur fait, la commande manquante faisant partie d'un logiciel développé par l'ESA pour la mission Huygens et que Cassini avait exécuté tel qu'il avait été livré.
La perte du canal A a réduit à 350 au lieu de 700 comme prévu, le nombre d'images disponibles. De même toutes les mesures de décalage radio par effet Doppler furent perdues. Des mesures de décalage radio de Huygens, moins précises que celles que Cassini aurait faites, ont été obtenues à partir de la Terre ce qui, ajouté aux mesures des accéléromètres de Huygens et des repérages de la position de Huygens par rapport à la Terre réalisés par le VLBI, ont permis de calculer les vitesses et directions des vents sur Titan.

## Bilan de la mission

La surface de Titan photographiée à une altitude de 10 km par la sonde spatiale.

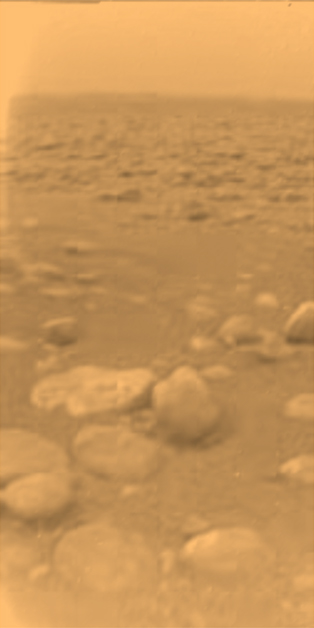
Première image du sol de Titan, prise par la sonde.

Malgré la perte d'un des deux canaux de communication, Huygens a permis de collecter de nombreuses informations scientifiques sur le satellite de Saturne. Le module qui a touché le sol dans une région nommée Adiri a envoyé des photos des collines sans doute composées de glace d'eau et traversées de « rivières » formées de composés organiques. Des signes d'érosion sont visibles, indiquant une possible activité fluviale. La surface est composée d'un mélange d'eau et de glace d'hydrocarbures.

### Les résultats
La sonde devait sortir de la brume à une altitude comprise entre 50  et   70 km. En fait, Huygens a commencé à émerger des nuages à 30 kilomètres seulement au-dessus de la surface. Cela pourrait signifier un changement dans le sens des vents à cette altitude. Les sons enregistrés lors de l'atterrissage permettent d'estimer que la sonde s'est posée sur une surface plus ou moins boueuse ou du moins très souple. « Il n'y a eu aucun problème à l'impact. L'atterrissage a été beaucoup plus doux que prévu. »
Des particules de matière se sont accumulées sur l'objectif de l'appareil photo à haute résolution du DISR qui pointait vers le bas, ce qui suggère que :
- soit la sonde a pu s'enfoncer dans le sol ;
- soit l'atterrissage a vaporisé des hydrocarbures à la surface dont certains ont atteint l'objectif.

« Le dernier parachute de la sonde n'apparaît pas sur les clichés après l'atterrissage, aussi la sonde n'est probablement pas orientée à l'est, où nous aurions vu le parachute. »
Quand la mission a été conçue, il a été décidé qu'un projecteur de 20 watts devrait s'allumer 700 mètres au-dessus de la surface et illuminer le site au moins 15 minutes après l'atterrissage. « En fait, non seulement le projecteur s'est allumé à exactement 700 mètres, mais il a continué à fonctionner plus d'une heure après, tandis que Cassini disparaissait sous l'horizon de Titan pour continuer sa mission autour de Saturne ».
Le spectromètre de masse embarqué à bord de Huygens et qui sert à analyser les molécules de l'atmosphère a détecté la présence d'un épais nuage de méthane, haut de 18 000  à   20 000 mètres au-dessus de la surface.
D’autres indications transmises par le DISR, fixé à l'avant pour déterminer si Huygens s'était enfoncé profondément dans le sol, a révélé ce qui semble être du sable mouillé ou de la terre glaise. John Zarnecki, responsable du « Gas Chromatograph and Mass Spectrometer (GCMS) » chargé d'analyser la surface de Titan, a déclaré : « Nous sommes surpris mais nous pouvons penser qu'il s'agit d'un matériau recouvert d'une fine pellicule, sous laquelle se trouve une couche d'une consistance relativement uniforme comme du sable ou de la boue. »
Les données préliminaires confirment que la région visée était située près du littoral d'un océan liquide. Les photos montrent l'existence de chenaux de drainage près du continent, et ce qui apparaît être un océan de méthane avec ses îles et sa côte enveloppée de brume. Des indices laissent supposer l'existence de morceaux de glace d'eau épars sur une surface orange, en grande partie recouverte d'une brume de méthane. Les détecteurs ont révélé « un nuage dense ou un brouillard épais de 18  à   20 km d'altitude » qui représente probablement la majeure partie du méthane en surface. La surface se présente comme une argile « un matériau de consistance uniforme recouvert d'une fine croûte ». L'un des scientifiques de l'ESA a décrit la texture et la couleur de la surface de Titan comme une crème brûlée, mais il a reconnu que cette dénomination ne pourrait être reprise dans les publications officielles.
Le 18 janvier il fut annoncé que Huygens avait atterri dans la « boue de Titan ». Les scientifiques de la mission ont aussi montré un premier "profil de descente" qui décrit la trajectoire de la sonde au cours de sa descente.

### L'environnement de Titan
Le module scientifique de surface (SSP) révèle qu’à cet endroit, sous une croûte dure et mince, le sol a la consistance du sable. Les paysages de Titan présentent des similitudes avec ceux de la Terre, a expliqué Martin G. Tomasko, responsable du DISR, l’instrument qui a pris les images. Brouillards, traces de précipitations, érosions, abrasion mécanique, réseaux de chenaux de drainage, systèmes fluviaux, lacs asséchés, paysages côtiers et chapelets d’îles : « les processus physiques qui ont façonné Titan sont très proches de ceux qui ont modelé la Terre. Les matériaux, en revanche, sont plus “exotiques”, Martin Tomasko de l'ESA. Puisque l'eau (H2O) y est remplacée par du méthane (CH4), qui peut exister sous forme liquide ou gazeuse à la surface de Titan. Quand il y pleut, ce sont des précipitations de méthane mêlées de traces d'hydrocarbures, qui déposent sur le sol des substances provenant de l’atmosphère. Des pluies seraient d’ailleurs tombées « dans un passé peu éloigné » précise encore Martin Tomasko, le 21 janvier 2005.
D'après ces informations, Titan possède donc bien une atmosphère uniforme faite de différents gaz (méthane, azote...) et, au sol, une activité cryovolcanique, des rivières et des glaces d'eau et d'hydrocarbures en abondance. Sur son sol gelé à −180 °C (mesuré sur place), se trouvent d'innombrables galets de glace parfois aussi volumineux que des automobiles...

## La contribution des astronomes amateurs
La mission Huygens a profité, plus que toutes les autres missions spatiales précédentes, de contributions d'amateurs. Ces contributions ont été possibles grâce à la décision du Imaging Science Principal Investigator Marty Tomasko de rendre publiques les images brutes du DISR. Les différentes petites images à faible contraste devaient être assemblées en mosaïques et panoramas de la zone d'atterrissage. Cet assemblage est un procédé long, mais des fans de science spatiale tout autour du monde commencèrent à relever ce défi. Seulement quelques heures plus tard, les premières mosaïques de la zone d'atterrissage de Huygens ont été publiées, créées par Daniel Crotty, Jakub Friedl et Ricardo Nunes. Christian Waldvogel a publié une version améliorée et colorisée des panoramas. Un autre amateur, René Pascal, très impliqué dans les travaux d'imagerie liés à Huygens et à l'origine d'une méthode pour supprimer les erreurs des instruments de photographie dans les images, a créé une mosaïque complète de la région maintenant appelée Adiri.